# Стерьо Спасе
Стерьо Спасе (на албански: Sterjo Spasse; на македонска литературна норма: Стерјо Спасе) е албански писател с македонски произход. Баща е на писателя Илинден Спасе.

## Биография
Роден е в малопреспанското село Глобочени в 1914 година. Завършва Педагогическата гимназия в Елбасан. Работи като учител в аргирокастренското село Дервичан, по-късно преподава в Москополе, Корча и Тирана.
Първата му книга е песимистичният роман „Nga jeta në jetë. Pse!?“ („От живот в живот – защо“, наричан просто „Защо“), излязал в 1935 година в Корча и превърнал се в негов шедьовър. В романа е описана историята на млад интелектуалец, завърнал се в родното си село след завършване на обучението си и сблъсъка му с традиционното, който го води до самоубийство.
В 1936 година пише романа „Афърдита“ за живота на една селска учителка. По-късно издава сборниците с разкази „Младежки венец“, „Булка без було“ и други.
В началото на 50-те се мести в Тирана. В 1952 година издава романа „Те не бяха сами“ за борбата на албанските селяни с мизерията и подтисничеството на бейовете. Пише на историческа тематика за съпротивата на албанците срещу османското нашествие – романите „Огънят“, „Бунтовниците“, „Смърт или свобода“ и други.